# Achelousaurus
Achelousaurus (thường đánh vần là  /əˌkiːloʊˈsɔːrəs/, dù /ˌækɪˌloʊəˈsɔːrəs/ có thể giúp phản ảnh tốt hơn nguồn gốc từ nguyên; "thằn lằn Achelous") là một chi khủng long ceratopsida thuộc họ Centrosaurinae sống vào thời kỳ Creta muộn tại nơi ngày nay là Bắc Mỹ, niên đại 74,2 triệu năm trước.

## Mô tả

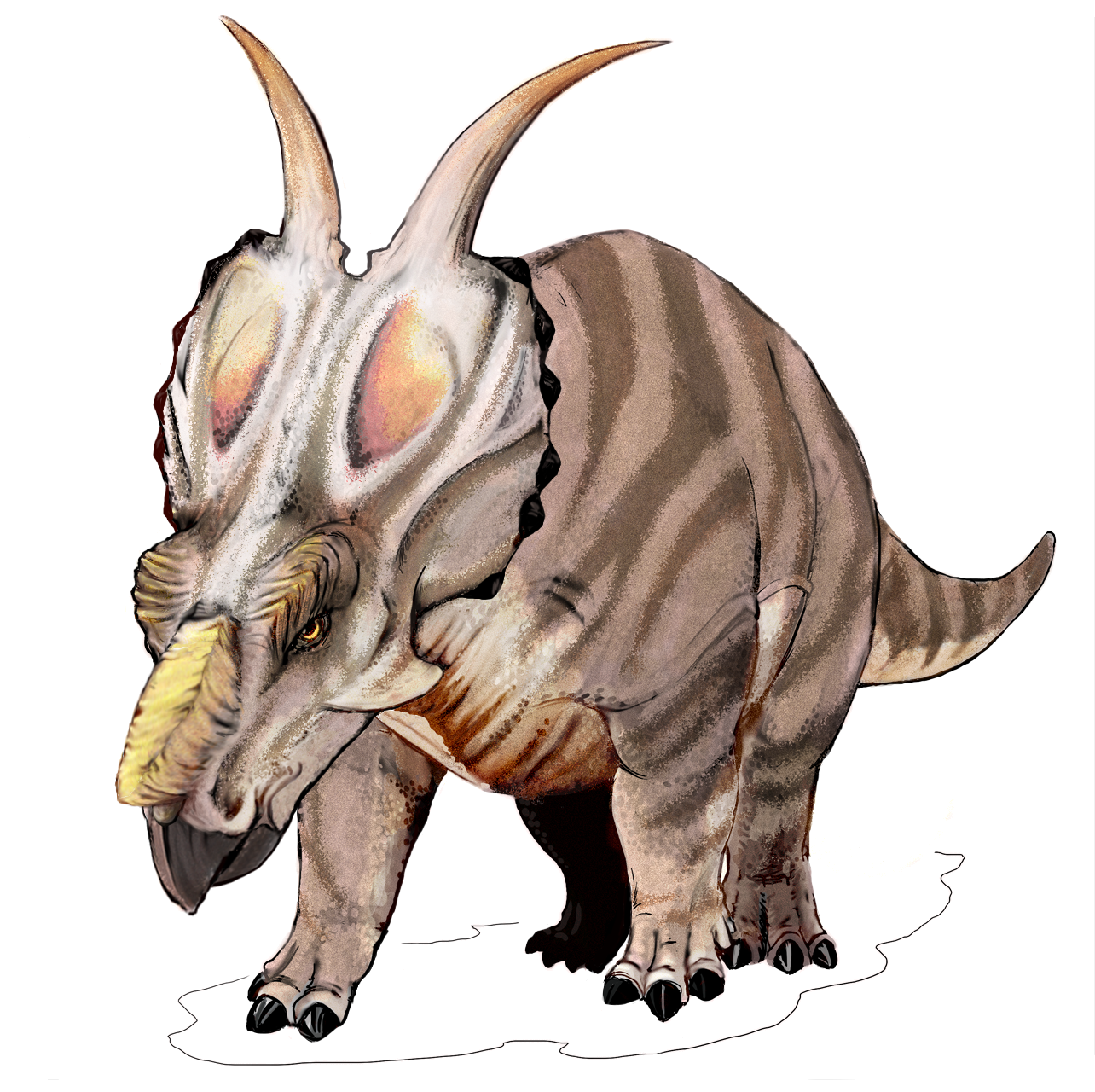
Hình phục dựng

Achelousaurus là động vật bốn chân ăn thực vật với mỏ giống vẹt. Đây là một chi ceratopsida kích thước trung bình, chiều dài cơ thể khoảng 6 mét (20 ft) và khối lượng chừng 3 tấn,.